# シビュルティオス
シビュルティオス（希：Σιβύρτιος、ラテン文字転記：Sibyrtios、紀元前4世紀、生没年不明）はアレクサンドロス3世に仕えた家臣である。
シビュルティオスはクレタの人である。アレクサンドロス3世の東征時の紀元前326年、シビュルティオスはカルマニア太守に任命されたが、ゲドロシア太守トアスの死、彼の後任者となったアラコシア太守メノンの直後の死によって、アラコシアとゲドロシアの太守に転任した。
アレクサンドロス死後のバビロン会議にて、シビュルティオスは太守位を維持し、二度目のトリパラディソスの軍会でも同様であった。紀元前317年、メディア太守ペイトンがパルティアに侵攻した時は、ペルシス太守ペウケスタスらと共に団結してペイトンと戦い、彼を破った。同年、ペウケスタスがエウメネスにスシアナで合流した時、シビュルティオスもそれに同行した。シビュルティオスはペウケスタスと親友同士であったが、このことがペウケスタスと指揮権を争っていたエウメネスとの軋轢を生み、敵対者を威圧して指揮権を完全に掌握しようとしたエウメネスはシビュルティオスを裁判に引き立ようとしたが、シビュルティオスは逃走し、おそらくエウメネスの敵アンティゴノスの許に走った。
このエウメネスとの断絶はアンティゴノスの元で彼にとっては有利に働き、アンティゴノスはエウメネスを破った後、シビュルティオスの太守位を安堵した。そして、アンティゴノスは銀楯隊と呼ばれた精鋭部隊をシビュルティオスの指揮権の元に置き、隣国の異民族に対する守備に採用した。これは銀楯隊が反骨的で手に負えない部隊であると判断したアンティゴノスによる事実上の左遷であり、彼らはそこで生涯を終えた。
歴史家のアッリアノスによれば、後にセレウコス朝シリア王セレウコス1世のからインドへ大使として送られたメガステネスはその際シビュルティオスの許で暮らし、紀元前303年のチャンドラグプタとの条約締結の後もシビュルティオスは生きていたという。そしてまた、彼は後の長きに渡り太守としての地位を維持したとも主張している。ただし彼がいつ死んだかは不明である。

## 註
1. ↑  アッリアノス, VI. 27
2. ↑  クルティウス, IX. 10. 20
3. ↑  ディオドロス, XVIII. 3, 39
4. ↑  フォティオス, cod. 92
5. ↑  ディオドロス, XIX. 14
6. ↑  ibid, XIX. 23
7. ↑  ibid, XIX. 48
8. ↑  プルタルコス, 「エウメネス」, 19
9. ↑  アリアノス, V. 6